# C. S. Prakash
Channapatna Sundar Prakash ist ein indischer Molekularbiologe. Er ist Professor an der Tuskegee University.

## Leben
Prakash studierte Agrarwissenschaften und Genetik an der University of Agricultural Sciences in Bangalore (B.S., 1977 und M.S., 1979). Seinen Ph.D. in Forstwissenschaften erhielt er 1985 von der Australian National University. Danach ging er für drei Jahre als Postdoc an die University of Kansas. Seit 1989 ist er an der Tuskegee University.

## Arbeit
Prakashs Interessen sind Nahrungsmittelpflanzen mit Bedeutung für Entwicklungsländer. Prakash hat das Forschungs- und Ausbildungsprogramm zur Grünen Gentechnik an der Tuskegee University aufgebaut, das für seine Forschungsleistungen bei Süßkartoffel und Erdnuss bekannt wurde. Prakash hat sich daneben aktiv dafür eingesetzt,   das Thema "Grüne Gentechnik" in der öffentlichen Meinung zu verankern.